# Хорватская партия права
Хорва́тская па́ртия пра́ва (хорв. Hrvatska stranka prava, HSP) — политическая партия правой ориентации в Хорватии. Слово «право» в названии связано с идеей о праве хорватов на национальную и этническую самостоятельность, которую поклялись отстаивать её основатели в XIX веке. В настоящее время партия занимает этноцентристскую позицию.

## История

### Основание и первые годы
Моментом основания партии принято считать 26 июня 1861 года, когда депутаты Анте Старчевич и Эвген Кватерник представили на заседании хорватского Сабора программу, декларирующую наделение Хорватии правами широкой автономии в составе Габсбургской монархии (на тот момент Хорватия была разделена на несколько частей).
В начале октября 1871 года Кватерник и несколько членов ХПП, не соглашаясь с официальной политикой партии, начали восстание в деревне Раковица в Кордуне. Восставшие провозгласили следующие цели:

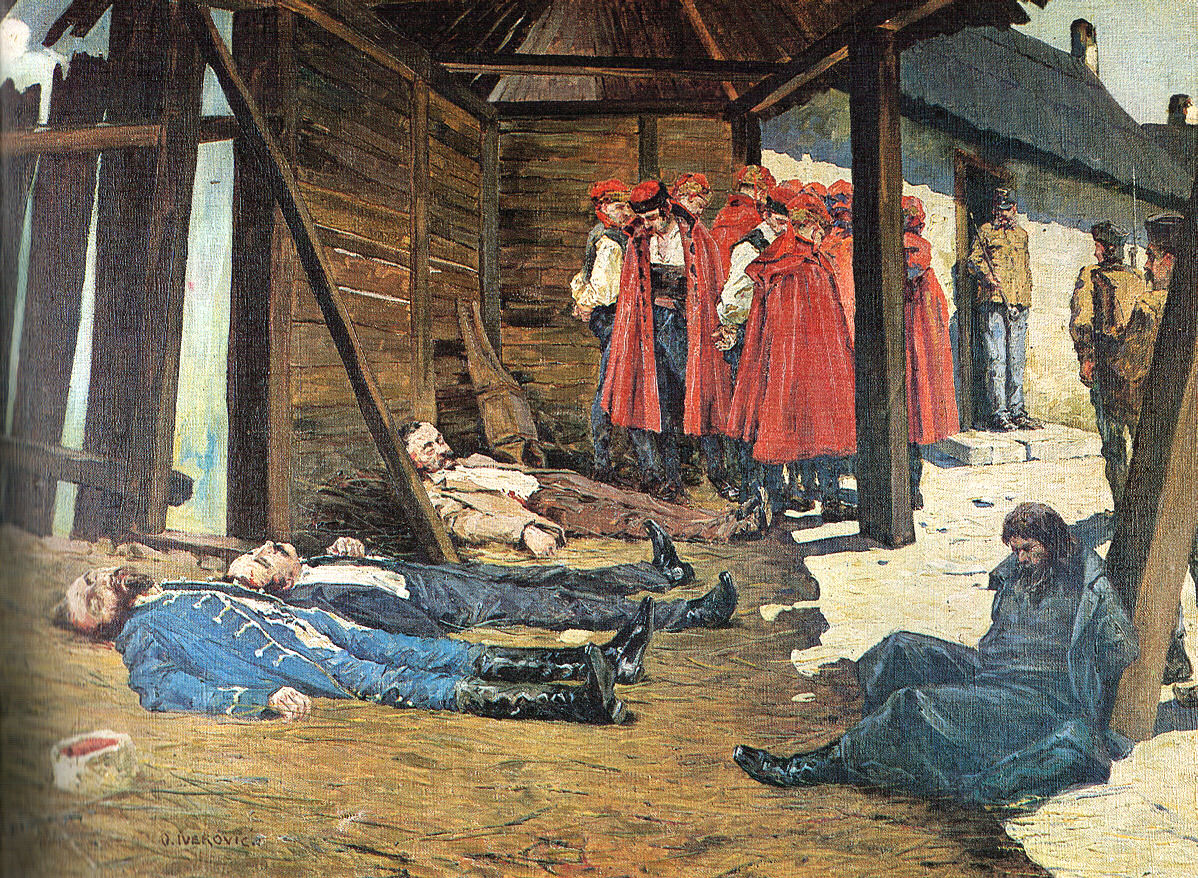
Убийство в Раковице (смерть Эвгена Кватерника) (худ. Отон Ивекович)

- Освобождение хорватов от австрийского и венгерского притеснения.
- Провозглашение независимой Хорватии.
- Всеобщее равенство перед законом.
- Муниципальное самоуправление.
- Упразднение Военной границы и образование свободных жупаний.
- Уважение ко всем религиям.

Восставшие также призывали примкнуть к ним православных сербов, что некоторые из них и сделали, тем не менее восстание было быстро подавлено. Большинство участников, включая Кватерника, были убиты.
В конце XIX века и начале XX партия претерпевала различные изменения, касавшиеся как политической направленности, так и порядка членства. Ключевыми фигурами, такими, как Анте Старчевич, Франьо Супило, Йосип Франк, Фран Фолнегович, Миле Старчевич и другими, создавались различные фракции, которые периодически откалывались от ХПП. Одной из главных отколовшихся фракций стала «Хорватская чистая партия права» (хорв. Hrvatska čista stranka prava), лидеры которой утверждали, что их позиция относительно прав хорватов является наиболее идеологически чистой.

### После Первой мировой войны
Партия приветствовала распад Австро-Венгрии, однако выступала против создания Королевства сербов, хорватов и словенцев (в дальнейшем — Королевство Югославия), настаивая на полной независимости Хорватии.
В 1929 году королём Югославии Александром I были запрещены все политические партии, после чего наиболее радикальные члены ХПП ушли в подполье, создав движение усташей во главе с бывшим секретарём партии Анте Павеличем.
Во время Второй мировой войны усташами было создано Независимое государство Хорватия (де-факто — под контролем Третьего рейха и Италии). Также усташи проводили этнические чистки в отношении нехорватского населения государства. Сотрудничество ХПП с усташами нанесло серьёзный удар по репутации партии.
После 1945 года все партии, кроме Коммунистической партии Югославии, были объявлены в Югославии вне закона, включая Хорватскую партию права.

### 1990-е годы
После падения коммунистической системы в Хорватии в начале 1990-х, Хорватская партия права возобновила свою деятельность, конкурируя с правящей партией — Хорватским демократическим содружеством. После битвы за Вуковар лидеры ХПП были арестованы за «террористическую деятельность» и «воспрепятствованию работе демократически избранного правительства», однако вскоре были освобождены.
Первым лидером партии после возобновления её деятельности стал Анте Параджик — бывший диссидент и один из студенческих лидеров времён Хорватской весны. Во время войны за независимость Параджик был убит, после чего между двумя его заместителями — Доброславом Парагой, так же бывшим диссидентом, и Анто Дапичем — развернулась борьба за лидерство в партии. Проигравший Парага позднее судился за право использования названия партии для создания своей собственной, однако в итоге был вынужден назвать её «Хорватской партией права 1861». Его партия, однако, не смогла получить серьёзной поддержки избирателей.
Заключение 6 мая 1992 года Грацского соглашения между лидером Хорватской республики Герцег-Босна Мате Бобаном и лидером Республики Сербской Радованом Караджичем о перемирии и фактическом начале Хорватско-боснийской войны вызвало далеко не однозначную реакцию в хорватском обществе, как в Республике Босния и Герцеговина, где у ХПП было открыто отделение, так и за её пределами. По сути, конфликт происходил между сторонниками двух правых партий и их боевых крыльев: ХДС (боевое крыло — Хорватский совет обороны) полностью поддерживала своего лидера Мате Бобана, Хорватская партия права (боевое крыло — «Хорватские оборонительные силы» (хорв. »Hrvatske obrambene snage«)) выступала за возможность союза с боснийцами против сербов. Командующий «Хорватскими оборонительными силами» генерал-майор Блаж Кралевич даже успел получить предложение от Алии Изетбеговича войти в Генеральный штаб Армии Республики Босния и Герцеговина. Однако всего через неделю, 9 августа 1992 года кортеж, в котором находился Кралевич, был расстрелян 20 солдатами Хорватского совета обороны на дороге в районе села Крушево южнее Мостара. После убийства командира, «Хорватские оборонительные силы» (среди бойцов которых были как хорваты, так и боснийцы) прекратили своё существование.
Партия в 1990-е годы не пользовалась значительной поддержкой хорватских избирателей. На выборах 1992 года Хорватская партия права получила менее 7 % голосов, что дало ей 5 мест в парламенте Хорватии. В 2000 году ей удалось получить (совместно с Хорватской демократической унией) лишь 2,64 % голосов и 4 места в парламенте.

## Настоящее время

Эмблема Хорватской партии права

Хорватская партия права позиционирует себя, как неоконсервативная. Она выступает за запреты абортов и против разрешения однополых браков.
Долгое время лидером партии являлся Анто Дапич. Его политическая репутация была запятнана после того, как журналистам стало известно о незаконном получении им диплома о высшем образовании на юридическом факультете Сплитского университета. В скандал также оказался вовлечён ближайший помощник Дапича — Борис Кандаре, в своё время преподававший в Сплитском университете на том самом юридическом факультете. Вдобавок к этому, Дапича обвиняли, что его победа на выборах мэра Осиека произошла благодаря подкупу избирательной комиссии. Несмотря на подобные заявления прессы, Дапич продолжал удерживать свой пост. После провала на парламентских выборах 2007 года (из 8 мест, полученных на предыдущих выборах в 2003 году, партии удалось сохранить лишь одно) Дапич объявил о своём уходе, но через несколько недель отозвал своё заявление об отставке.
Современная ХПП оценивает политику НГХ, как справедливое выражение хорватских национальных интересов. Часто партия использует фразы и лозунги времён Независимого государства Хорватия. В 2003 году, однако, партийное руководство пыталось дистанцироваться от политики НГХ в попытке привлечь на сторону партии более умеренных избирателей.
На парламентских выборах 2003 года в союзе с Меджимурской партией, Загорской демократической партией и независимым кандидатом Славеном Летицей Хорватская партия права получила 6,4 процентов голосов, что позволило занять ей и союзникам 8 мест в парламенте из 151.
На парламентских выборах 2007 года партия потерпела поражение, получив лишь 3,5 процента голосов избирателей и сохранив лишь одно место в Саборе. После муниципальных выборов 2009 года, которые так же оказались не особо успешными для партии, в рядах её руководства возник очередной раскол: бывшие заместители председателя партии Ружа Томашич и Перо Ковачевич создали «Хорватскую партию права им. Анте Старчевича».
На состоявшемся 7 ноября 2009 года съезде партии Анто Дапич официально ушёл в отставку. На проведённых выборах из 3 кандидатов победу одержал Даниэл Срб, ставший новым председателем Хорватской партии права.